# 씨사이드파크
씨사이드파크는 인천광역시 중구 영종하늘도시 내에 있는 공원으로, 2016년 7월 1일 개장하였다. 177만m2 면적에 길이 약 8km의 해변 공원이다.
8 km의 해안도로는 6개의 주요 공간을 동쪽으로부터 영종진공원, 하늘구름광장, 송산공원, 수변공원, 염전보전생태공원, 바닷바람공원을 연결한다. 시설로는 레일바이크(왕복 5.6km), 텐트캠핑장, 카라반캠핑장, 자전거대여소, 인공폭포, 족욕장이 있다. 도로를 따라 갯벌 풍경과 석양을 볼 수 있다.